# Ługańsk (stacja kolejowa)
Ługańsk (ukr: Луганськ) – stacja kolejowa w Ługańsku, w obwodzie ługańskim, na Ukrainie.

## Historia
Historia stacji liczy się od 1878 roku, kiedy uroczysto otwarto kolej węglową Doniecka. W Ługańsku stworzono zarządzanie i szkołę obok dworca kolejowego. Faktycznie doniecka baza kolejowa zarządzania w Ługańsku istnieje od 1934, kiedy została przeniesiona do Bachmutu (Artiomowska). W 1898 roku zbudowano linię Ługańsk-Millerowo. W 1917 otwarto linię do Łutuhyne, która jednak została rozebrana.